# Hans Zimmer (Artist)
Hans Zimmer (* um 1885; † nach 1949) war ein deutscher Artist. Später schrieb er als Journalist über Zirkus und Artistik.

## Leben
1933 wurde Zimmer vorübergehend durch die Geheime Staatspolizei inhaftiert. Danach bekam er eine Anstellung bei der Hochseiltruppe von Camilio Mayer, bekannt als „Napoleon der Lüfte“. Der Star der Truppe war Lotte Witte alias Camilla Mayer. Zimmer war bei der Truppe zunächst als Arbeiter, später in leitender Stellung beschäftigt. Zu Camilio Mayer ging er auf Distanz. Nachdem Lotte Witte 1940 in der Deutschlandhalle tödlich abgestürzt war, kam es zum Bruch. Camilio Mayer wurde in Stettin zu drei Jahren Gefängnis verurteilt; er nahm aber als Sanitäter am Westfeldzug teil und gab ein Gastspiel bei Sarrasani.
Zimmer führte Mayers Unternehmen unter dem Namen Camilla Mayer-Hochseiltruppe weiter. Sein neuer Star, Ruth Hempel aus Breslau, nannte sich „Camilla Mayer II“. In Breslau gründete Zimmer zudem eine Artistenschule mit zu Beginn 40 Schülern, deren Zahl aber im Verlauf der Kriegsjahre rasch sank. 1943 erhielt die Camilla-Mayer-Truppe von den Nationalsozialisten Auftrittsverbot. Zimmer war aus der Reichskulturkammer ausgeschlossen worden, was einem Berufsverbot gleichkam. Walter Tießler im Stab des Stellvertreters des Führers lehnte seinen Antrag auf Wiederaufnahme ab. Maßgebend war auch die äußerst negative Stellungnahme der Fachschaft Schausteller unter Paul Damm.
In der Schlacht um Breslau kamen Zimmer, seine Schüler Siegward Bach und Gisela Lenort sowie einige Techniker nach Dresden. Dort wagten sie nach Kriegsende einen Neuanfang. 1947 drehte Zimmer mit Ruth Hempel unter dem Regisseur Kurt Krigar den DEFA-Dokumentarfilm Artisten unter den Wolken über das Schicksal der verunglückten Camilla Mayer.
Die neue Camilla-Mayer-Truppe erwarb sich wieder einen internationalen Ruf. Die Artisten verließen offenbar in jener Zeit die Sowjetische Besatzungszone und ließen sich in Westdeutschland nieder. Zimmer hatte spektakuläre Ideen. An der Zugspitze ließ er 1948 über eine hunderte Meter tiefe Schlucht zwischen Ostgipfel und Westgrat ein 130 m langes Hochseil bis zum Turmgebäude der Seilschwebebahn spannen. Das Seil wurde von der amerikanischen Militäradministration zur Verfügung gestellt. Den Seillauf bei schlechtem Wetter unternahm Siegward Bach, der dieses Spektakel wie Gisela Lenort bei späterer Gelegenheit wiederholte. Vielfach stellten die Künstler ihre Gagen für Lebensmittel für Kinder und die Arbeiterwohlfahrt zur Verfügung.
Mit Camilio Mayer begann ein Streit um Namensrechte. Dieser trat mit seiner „Camilio-Mayer-Stratosphären-Schau“ auf, wollte aber den Namen Camilla Mayer zurück. Auch seine Tochter, die wirkliche Camilla Mayer, prozessierte gegen Zimmer. Die juristischen Auseinandersetzungen brachten Zimmer in wirtschaftliche Schwierigkeiten. 1949 gab er den Firmennamen „Mayer“ zurück. Von einem französischen Tour Promoter übernommen, trat das Ensemble mit französischen Zirkus-Truppen bis in die frühen 1960er Jahre auf.